# الكورنيت
الكورنيت نوع من أنواع الأبواق، وهو آلة موسيقية نحاسية تشبه البوق القصير، وقد طُورالكورنيت من آلة نحاسية لا صمامات لها إلى الكورنيت الحديثة بعد اختراع الصمامات في أوائل القرن الثامن عشر وسرعان ما أصبحت هذة الآلة النحاسية الموسيقية الوحيدة في الفرق الموسيقية. وفي أيامنا هذه أصبح الكورنيت أكثر شيوعًا في الفرق الموسيقية العسكرية وما يصاحبها من فرق مثل الجاز وغيرها.